# Nabucco

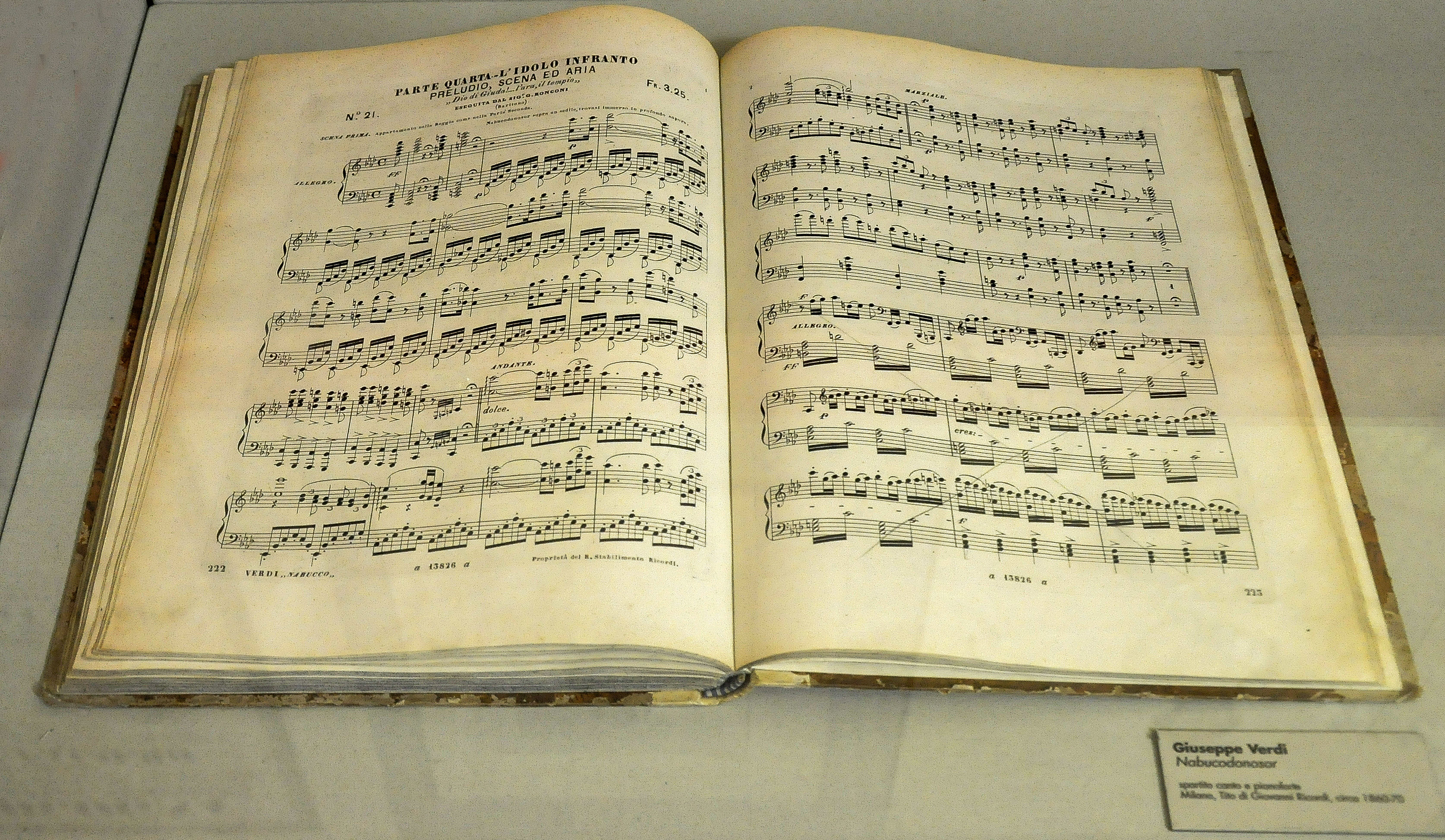
Nabucco

Nabucco, in eerste instantie Nabucodonosor, is een opera in vier bedrijven van Giuseppe Verdi (1813-1901) op een libretto van Temistocle Solera, dat gebaseerd is op het toneelstuk Nabucodonosor van Auguste Anicet-Bourgeois (1815-1878) en Francis Cornu (1800-1848). Het libretto is gebaseerd op de verhalen over Nebukadnezar II, koning van het Babylonische Rijk, die in de Hebreeuwse Bijbel voorkomen, namelijk in Jeremia,  Daniel en korte elementen uit Jesaja. Solera maakte tevens gebruik van het drama Nabucco trasformato Ragionamenti morali van Giovanni Agostino Della Legueglia (Milaan 1668, 2e versie: Venetië 1675).

## Ontstaan en achtergronden
Het libretto van Nabucco was door Bartolomeo Merelli (1794-1879), de impresario van het Teatro alla Scala (hij schreef ook operalibretto's voor onder anderen Simon Mayr en Gaetano Donizetti), in eerste instantie aangeboden aan de Pruisische componist Otto Nicolai, maar die wilde liever aan de opera Il Proscritto werken en weigerde de opdracht. Vervolgens kwam Merelli bij Verdi terecht, die net een ramp achter de rug had met zijn geflopte tweede opera Un giorno di regno. Verdi twijfelde aan zijn carrière als operacomponist en weigerde eveneens. Merelli wilde daar echter niet van horen en gaf Verdi het document mee naar huis.
Nadat Bartelomeo Merelli er diverse keren in was geslaagd de eerste uitvoering van Verdi's derde opera uit te stellen, vanwege geldproblemen zo heette het, vond de eerste uitvoering op 9 maart 1842 plaats en werd voor de jonge componist een overrompelend succes. De oorzaak van dit succes wordt mede gezocht in de herkenning van de Italianen in het lijden van de Joden. Lombardije-Venetië was destijds namelijk onderdeel van het Habsburgse Rijk, maar er was een sterk nationalistisch sentiment: Risorgimento (hereniging), zie Geschiedenis van Italië. Met name het slavenkoor (Va, pensiero) vond enorme weerklank; het is regelmatig geopperd als Italiaans volkslied. Tegenwoordig wordt het koor vaak twee keer achter elkaar gespeeld (gebisseerd, op verzoek van het publiek).
Toen Nicolai's opera Il proscritto flopte, verruilde hij Milaan voor Wenen. Toen hij van het grote succes van Nabucco hoorde, ontstak hij in woede. Volgens hem waren Verdi's opera's verschrikkelijk slecht en hij zag Nabucco alleen maar als moord en bloedvergieten.

## Rolverdeling
- Nabucco (Nebukadnezar II), bariton
- Ismaël, neef van de koning van Juda, tenor
- Zacharias, joodse hogepriester, bas
- Abigaille, de veronderstelde eerstgeboren dochter van Nabucco, sopraan
- Fenena, de tweede dochter van Nabucco, sopraan
- Hogepriester van Baäl, bas
- Abdallo, loyale officier van Nabucco, tenor
- Anna, zuster van Zacharias, sopraan

Babylonische soldaten, joodse soldaten, Levieten, joodse maagden, Babylonische vrouwen, koor.

## Synopsis

### Eerste bedrijf
Jeruzalem, 586 v.Chr. De tempel van Salomo.
De Joden zijn verslagen door koning Nabucco van Babylon, die op het punt staat om Jeruzalem binnen te trekken. De hogepriester Zacharias heeft echter nog een troef over: de Joden hebben een belangrijke gijzelaar, Fenena, de tweede dochter van Nabucco. Zij is eerder samen met haar geliefde Ismaël, de neef van de Joodse koning, naar Jeruzalem gevlucht toen deze als afgezant van Juda gevangen genomen was in Babylon.
Abigaille, de eerste dochter van Nabucco, is echter ook verliefd op Ismaël. Zij komt de tempel binnen samen met een groepje als Joden verklede Babylonische soldaten. Zij belooft de Joden vrijheid als Ismaël haar liefde beantwoordt. Hij gaat hier niet op in.
Nabucco zelf komt vervolgens in de tempel. Zacharias dreigt Fenena te doden als Nabucco of zijn soldaten de tempel durven te onteren. Ismaël komt tussenbeide en redt Fenena, waardoor hij volgens Zacharias een verrader is. Nabucco, weer herenigd met zijn dochter, geeft opdracht om de tempel te verwoesten.

### Tweede bedrijf
Heiligschennis

#### Eerste toneel
De vertrekken van het koninklijk paleis in Babylon.
Abigaille vindt haar geboorteakte, die tot nu toe geheimgehouden is door Nabucco. Hieruit blijkt dat ze de dochter van een slavin is (wie haar vader is wordt nergens verteld), en dus geen recht op troonsopvolging heeft. Abigaille geeft zich niet gewonnen en is bereid om over lijken te gaan om toch nog de kroon te bemachtigen. Dan laat ze zich even van een andere kant zien, en rouwt in een monoloog over wat er aan medemenselijkheid in haar verloren gegaan is door dit alles. Hieraan komt een eind als de hogepriester van Baäl binnenkomt met een verontrustende mededeling: Fenena, die in afwezigheid van Nabucco het land bestuurt, is eigenmachtig alle Joden aan het vrijlaten. Abigaille grijpt haar kans. Samen met de hogepriester van Baäl verspreidt ze het gerucht dat Nabucco gesneuveld is, en presenteert zich als koningin.

#### Tweede toneel
Een andere vleugel van het paleis.
Zacharias gaat naar Fenena toe om haar over te halen zich te bekeren tot het joodse geloof. De Levieten vervloeken Ismaël omdat hij Fenena gered heeft; hij wordt door iedereen als een verrader beschouwd. Zacharias zet dat recht: Ismaël probeerde juist een bekeerde vrouw te redden.
Dan komt Abdallo binnenrennen, vertelt wat er gebeurd is, en raadt hen aan snel te vluchten. Abigaille's eerste daad als koningin is het doodvonnis voor alle Joden. Maar onverwachts komt Nabucco terug. Hij pakt de kroon en uit minachting voor de god die dit allemaal zomaar heeft laten gebeuren verkondigt hij dat hij voortaan zelf god is. God straft onmiddellijk: onder een donderslag en een bliksemschicht slaat hij Nabucco met waanzin, en de kroon wordt door een mysterieuze kracht van zijn hoofd gerukt. Abigaille maakt gebruik van de ontstane verwarring door de kroon te grijpen.

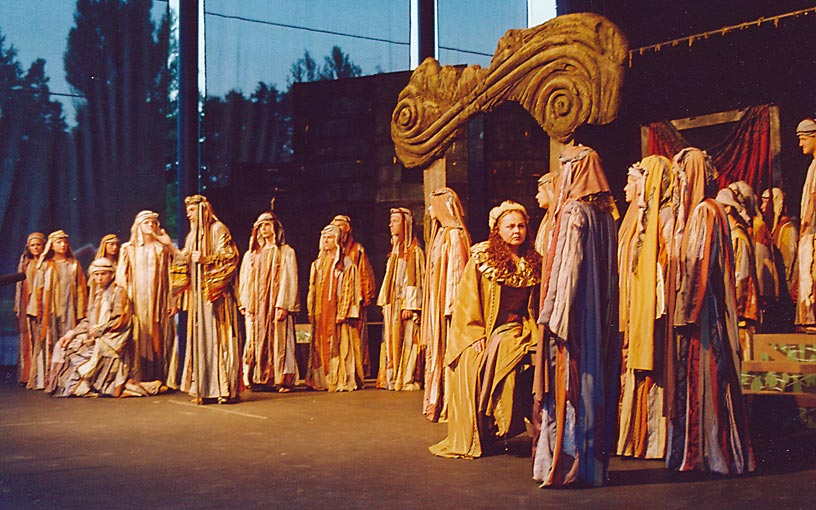
Scène uit Nabucco

### Derde bedrijf
De Profetie

#### Eerste toneel
De hangende tuinen van Babylon.
Abigaille heeft zichzelf tot koningin uitgeroepen. Plotseling verschijnt een verwarde Nabucco, gekleed als zwerver. Abigaille misleidt hem om het koninklijk zegel op het doodsvonnis voor alle Joden (inclusief de bekeerde Fenena) te zetten. Als Nabucco doorheeft dat hij beetgenomen is, dreigt hij de afstamming van Abigaille bekend te maken. Abigaille verscheurt echter de geboorteakte voor zijn ogen en geeft opdracht om hem in de gevangenis te gooien. Een wanhopige Nabucco belooft Abigaille afstand te doen van de troon ten faveure van haar, als zij Fenena maar wil sparen. Abigaille weigert. Zij viert haar triomf door herhaaldelijk uit te kraaien dat Nabucco nu de gevangene is "van een slavin!".

#### Tweede toneel
Aan de oever van de Eufraat.
De Joden, die veroordeeld zijn tot dwangarbeid, beklagen zich (Slavenkoor Va, pensiero) en roepen God aan voor hulp. Zacharias doet de voorspelling dat wraak zal neerdalen op Babylon.

### Vierde bedrijf
Het gebroken idool

#### Eerste toneel
De vertrekken van het koninklijk paleis in Babylon.
Nabucco ontwaakt uit een nachtmerrie. Buiten hoort hij dat Fenena geketend wordt weggebracht door een groepje soldaten. Hij probeert zijn kamer te verlaten, maar dat blijkt onmogelijk. Hij smeekt nu de joodse god om genade, en onmiddellijk gaan de deuren open, en komt een groepje loyale soldaten hem bevrijden. Nabucco gaat op weg om Fenena te redden en zijn kroon terug te eisen.

#### Tweede toneel
De hangende tuinen van Babylon.
Fenena is al op de executieplaats, en de hogepriester van Baäl staat op het punt met het ritueel te beginnen. Als Nabucco arriveert, geeft die opdracht om het afgodsbeeld te vernietigen. Zonder dat iemand eraan zit, valt het idool op de grond in vele stukken. De Joden zijn bevrijd en Nabucco geeft zijn volk opdracht om te knielen voor de god van de Joden.
Abigaille beseft dat ze volledig verslagen is en vergiftigt zichzelf. Ze vraagt haar zus om vergeving, en vraagt Nabucco de liefde tussen Fenena en Ismaël te respecteren en toe te stemmen in hun huwelijk. Ze smeekt om niet vervloekt te worden, en terwijl ze sterft roept ook zij de joodse god Jehova aan.

## Historiciteit
Historisch is, dat veel Joden door de Babylonische koning Nebukadnezar II werden gedeporteerd naar Babylon, totdat Jeruzalem en de tempel in ca. 586 v.Chr. ten slotte verwoest werden. Deze deportatie duurde tot het Perzische rijk de macht in de regio overnam van de Babyloniërs. De Perzische koning Cyrus II liet de Joden terugkeren naar hun land en gaf hen toestemming de tempel in Jeruzalem te herbouwen.
Het verhaal van de opera "Nabucco" is niet historisch, hoogstens "historisch geïnspireerd". In de periode waarin "Nabucco" ontstond, was dat geen probleem: de functie van het verhaal was secundair.
Nabucco's dochters
Er zijn geen bronnen bekend die spreken over dochters van Nebukadnezar. Zij zijn fictieve figuren, die elke historische grond missen.
Zaccaria en Ismaël
Zaccaria en Ismaël zijn mogelijk een mengsel van de profeten Ezechiël en Zacharia, resp. een mengsel van de adellijke telg Misaël en Ismaël, een verwant van de joodse koning Jojachin. De historische Ezechiël en Misaël waren echter al 10 jaar eerder door Nebukadnezar gevankelijk naar Babylonië meegevoerd, terwijl de historische Zacharia pas 50 jaar later, bij de terugkeer van de Joden naar hun land, ten tonele verscheen. De historische Ismaël (de zoon van Nethanja, niet die van Abraham) bleef in 586 v.Chr. in Jeruzalem achter en werd daar de leider van het anti-Babylonische verzet.
Tijdspanne
Het historische verhaal bestaat uit twee delen: de wegvoering van de Joden naar Babylon, en - zo'n 50 jaar later - Cyrus' verlof tot terugkeren naar hun land. Om dit getrouw te verbeelden zou halverwege de opera de hele bezetting vervangen moeten worden door nieuwe figuren, wat elke samenhang zou wegnemen. Dit probleem is opgelost door ook de handelingen van Cyrus aan Nabucco toe te schrijven: Nabucco / Nebukadnezar laat de joden vrij en belooft de tempel te herbouwen (het 50 jaar tijdsverschil wordt in het midden gelaten).
Nabucco's waanzin
De ongeloofwaardigheid van een Nabucco / Nebukadnezar die eerst de tempel verwoest en hem drie weken later weer op eigen initiatief herbouwt, wordt opgelost door te verwijzen naar zijn waanzin, waardoor hij "een ander mens" wordt (zowel mentaal als letterlijk dus). Voor deze waanzin van Nabucco / Nebukadnezar, beschreven in het Bijbelboek Daniël, is geen enkel historisch bewijs.
Nabucco's bekering
De algemene bekering aan het eind lijkt ingegeven te zijn door de (in de Bijbel beschreven) woorden van Nabucco / Nebukadnezar als hij na zijn waanzin terugkeert onder de mensen, dat "de Allerhoogste macht heeft over het koningschap van mensen en dat geeft aan wie Hij wil". De Bijbel gaat ervan uit dat met deze "Allerhoogste" de joodse God JHWH bedoeld wordt.

## Bekend fragment
- Slavenkoor (Va, pensiero)

## Geselecteerde opnamen
| Jaar | Rolverdeling (Nabucco, Abigaille, Zaccaria, Ismaele, Fenena)                         | Dirigent, operagezelschap en orkest                         | Label                                        |
| ---- | ------------------------------------------------------------------------------------ | ----------------------------------------------------------- | -------------------------------------------- |
| 1965 | Tito Gobbi, Elena Souliotis, Carlo Cava, Bruno Prevedi, Dora Caral                   | Lamberto Gardelli, koor en orkest van de Wiener Staatsoper  | Audio CD: Decca Cat:                         |
| 2001 | Juan Pons, Maria Guleghina, Samuel Ramey, Gwyn Hughes Jones, Wendy White             | James Levine, koor en orkest van de Metropolitan Opera      | DVD: DGG, live recording Cat: 00440 073 0779 |
| 2004 | Alberto Gazale, Susan Neves, Orlin Anastassov, Yasuharu Nakajiima, Annamaria Popescu | Riccardo Frizza, koor en orkest van het Teatro Carlo Felice | DVD: Dynamic, live recording Cat: 33465      |